# Markus Wasmeier
Markus Wasmeier (* 9. September 1963 in Schliersee) ist ein ehemaliger deutscher Skirennläufer. Er fuhr Rennen in sämtlichen Disziplinen, wobei seine Stärken in der Abfahrt und vor allem im Super-G lagen. Seine größten Erfolge feierte er aber im Riesenslalom; in dieser Disziplin gewann er zwar kein einziges Weltcuprennen, wurde aber 1985 Weltmeister und 1994 Olympiasieger. Eine weitere olympische Goldmedaille kam ebenfalls 1994 im Super-G hinzu sowie 1987 eine WM-Bronzemedaille. Im Weltcup gewann er neun Rennen sowie die Super-G-Disziplinenwertung in der Saison 1985/86.

## Biografie

### Skisport
Wasmeier, einziger Sohn eines Lüftlmalers und Restaurators, stand als Zweijähriger erstmals auf Skiern und gewann als Fünfjähriger sein erstes Schülerrennen. 1977 gewann er den deutschen Schülermeistertitel im Riesenslalom und wurde in die C-Nationalmannschaft aufgenommen. Nach Abschluss der obligatorischen Schulzeit absolvierte Wasmeier eine Ausbildung zum Maler und Lackierer. Anschließend (1982) verpflichtete er sich bis 1994 bei der Bundeswehr, um als Sportsoldat der Sportfördergruppe von den guten Trainingsmöglichkeiten zu profitieren. Zuletzt diente er als Oberfeldwebel in Berchtesgaden.
Seinen ersten Einsatz im Weltcup hatte Wasmeier am 5. Februar 1983; die Abfahrt in St. Anton beendete er auf Platz 49. Erste Weltcuppunkte holte er 1984 in Oppdal (Norwegen) im Super-G mit einem 5. Platz. Am 11. Dezember 1984 fuhr im Riesenslalom von Sestriere erstmals auf den 2. Podestplatz. Einen ersten Karrierehöhepunkt bildeten die Weltmeisterschaften 1985 in Bormio. Ohne zuvor ein Weltcuprennen gewonnen zu haben, sorgte Wasmeier für eine Überraschung, als er im Riesenslalom die Goldmedaille gewann und den Favoriten Pirmin Zurbriggen um fünf Hundertstelsekunden schlug.
In der darauf folgenden Saison 1985/86 punktete Wasmeier regelmäßig in allen Disziplinen. Hinter Ivano Edalini wurde er am 6. Januar 1986 Zweiter beim Parallelslalom in Wien, Hohe-Wand-Wiese. Am 9. Februar 1986 gewann er sein erstes Weltcuprennen, den Super-G in Morzine. In der Gesamtwertung des Weltcups wurde er Dritter, darüber hinaus entschied er die neu eingeführte Super-G-Disziplinenwertung und die Gesamtwertung in der Kombination für sich. Auch in der Saison 1986/87 erwies sich Wasmeier als beständiger Spitzenläufer. Unter anderem gewann er die prestigeträchtige Lauberhornabfahrt in Wengen. Bei den Weltmeisterschaften 1987 wurde er in seiner Paradedisziplin Super-G Dritter. Die Saison war am 28. Februar 1987 für ihn vorzeitig beendet, als er bei der Weltcup-Abfahrt in Furano schwer stürzte und sich dabei zwei Rückenwirbel brach.
Im Dezember 1987 und im Januar 1988 konnte Wasmeier wieder im Super-G gewinnen und gehörte vor den Olympischen Winterspielen 1988 zu den Favoriten in dieser Disziplin. Doch beim olympischen Rennen in Nakiska bei Calgary schied er bereits beim ersten Tor aus; in der Abfahrt reichte es zu Platz 6. Ebenfalls keine Medaille gewann er bei den Weltmeisterschaften 1989 in Vail, wo er im Super-G und in der Kombination jeweils Fünfter wurde. Die Saison 1988/89 war er in seinen drei Disziplinen unter den 15 Besten. Zu Beginn der Saison 1989/90 konnte er sich nur in einem Rennen in den Punkterängen platzieren, auch der Start in die Saison 1990/91 verlief nicht übermäßig gut (Versetzung in den Europacup), er wurde aber trotzdem für die Weltmeisterschaften 1991 nominiert. Völlig entgegen dem bisherigen Saisonverlauf gewann er in Lake Louise überraschend den letzten Super-G des Winters.
In der Saison 1991/92 gelangen Wasmeier wieder regelmäßig Platzierungen unter den besten Zehn, bei der Abfahrt in Garmisch-Partenkirchen feierte er den letzten Weltcupsieg seiner Karriere. Als Vierter der Abfahrt der Olympischen Winterspiele 1992 verpasste er eine Medaille knapp. Eine Woche vor Beginn der Weltcupsaison 1992/93 prallte Wasmeier mit einem Servicemann zusammen und zog sich dabei einen Knöchelbruch, eine Hüftabsprengung und eine Gehirnerschütterung zu. Nur einen Monat später startete er wieder zu Rennen und erreichte mehrere Top-Ten-Platzierungen.
In der Saison 1993/94 erzielte Wasmeier Platzierungen zwischen 5 und 15. Vor den Olympischen Winterspielen 1994 in Lillehammer zählte man ihn deshalb nicht zum engeren Favoritenkreis. Der enttäuschende 36. Platz in der Abfahrt schien diese Einschätzung zu bestätigen. Doch dann siegte Wasmeier völlig unerwartet im Super-G und im Riesenslalom, wobei er beide Siege mit wenigen Hundertsteln Vorsprung holte. Er war damit nach 58 Jahren der erste deutsche Skirennläufer, der Olympiasieger wurde (1936 hatte Franz Pfnür die Kombination gewonnen). Er ließ die Weltcupsaison mit Platzierungen zwischen dem 5. und 12. Platz ausklingen und erklärte danach seinen Rücktritt.

### Weitere Tätigkeiten und Ehrungen

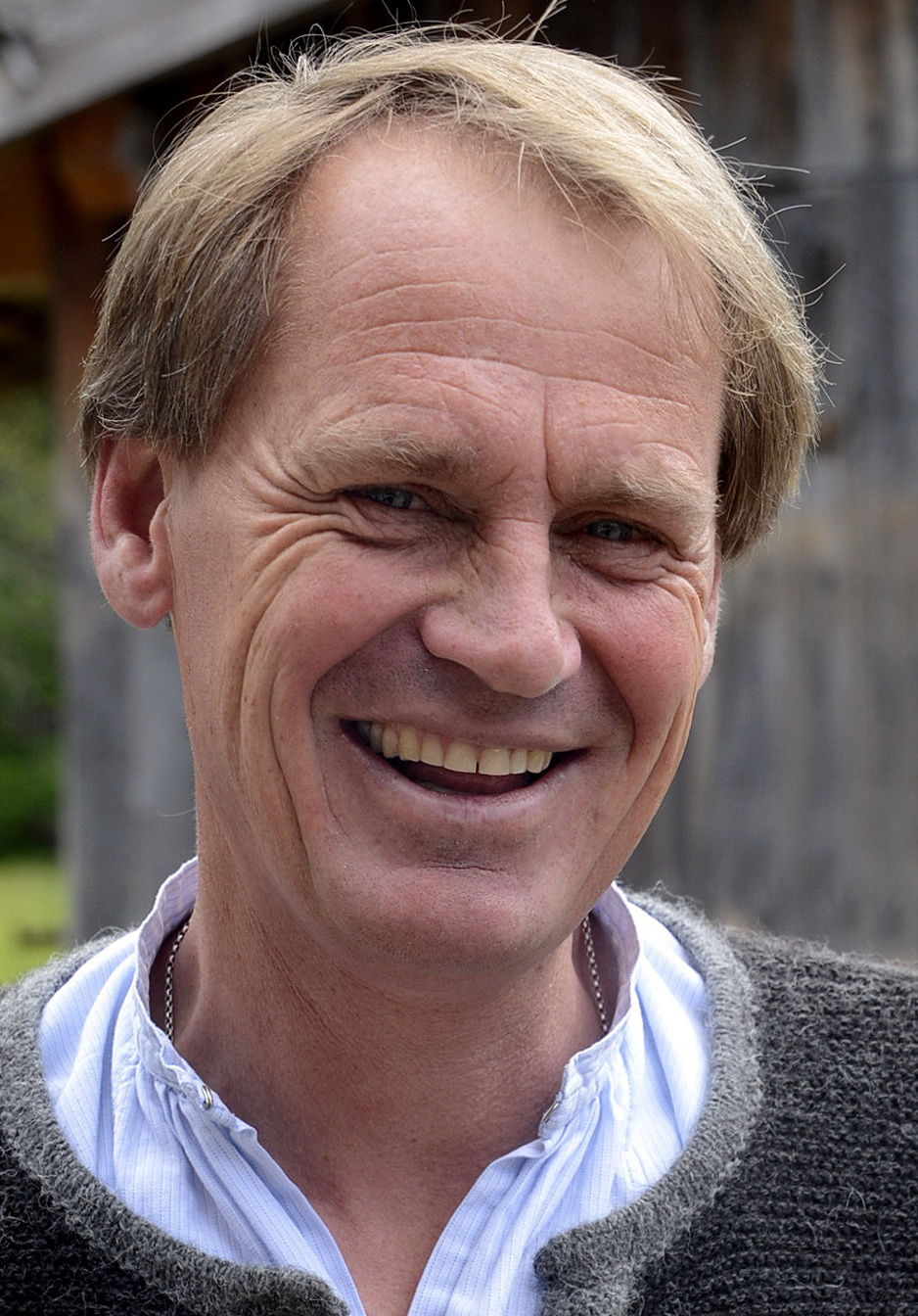
Markus Wasmeier, 2012

Wasmeier wurde im Dezember 1994 als erster männlicher Skirennläufer überhaupt zum deutschen Sportler des Jahres 1994 gewählt. Er ist Träger des Silbernen Lorbeerblattes.
Ab dem Winter 1994/95 war er für die ARD als Ski-Experte tätig. In dieser Funktion analysierte er Rennen bei Olympischen Spielen, Weltmeisterschaften und im Weltcup, außerdem stellte er als Erster den Zuschauern mit Handkamera-Fahrten im Weltcup die Strecken im Super-G und der Abfahrt vor. Weil er Werbung für das Computerspiel Winter Games 2007 von RTL gemacht und damit angeblich gegen die Richtlinien der ARD verstoßen hatte, unterbrach der öffentlich-rechtliche Fernsehsender im Januar 2007 die Zusammenarbeit; Wasmeier kehrte jedoch nach der Klärung in der folgenden Saison als Experte zurück. Im Jahr 2014 beendete er diese Tätigkeit.
1994 spielte Wasmeier eine Nebenrolle im Skifilm White Magic von Willy Bogner junior. Mit ihm zusammen entwarf er auch eine Modelinie, die 1995 auf den Markt kam. In einigen Folgen der Fernsehserie Ein Bayer auf Rügen spielte er 1995 sich selbst, ebenso in einer Folge der Fernsehserie Forsthaus Falkenau im Jahre 2004. Von November 2000 bis 2002 gehörte Wasmeier dem Sportbeirat des Deutschen Skiverbandes an.
Am 1. Mai 2007 eröffnete Wasmeier das Markus Wasmeier Freilichtmuseum Schliersee. Mit Hilfe von Spenden baute er inzwischen 22 historische Gebäude, die vom Verfall bedroht waren, eigenhändig ab und wieder auf, um das kulturelle Erbe seiner Heimat zu erhalten. Inzwischen sind es sechs Bauernhäuser und eine Alm.
Von 2017 bis 2019 war Wasmeier Spielleiter der Staffeln 2 bis 4 der Spielshow Ewige Helden.
Wasmeier ist Ehrenbürger seiner Heimatgemeinde Schliersee und von Bansko (Bulgarien). Ehrenamtlich engagiert sich Markus Wasmeier als Botschafter der Stiftung Kindergesundheit. Außerdem ist er der erste Waldbotschafter Bayerns.

### Privates
Wasmeier ist seit 1991 verheiratet. Mit seiner aus Südtirol stammenden Ehefrau Brigitte, die er 1989 in München-Daglfing bei einem Prominenten-Trabrennen kennenlernte, hat er drei Söhne. Die Familie lebt im oberbayerischen Schliersee. Er pflegt die bayerische Volksmusik und spielt Zither und Schoßgeige.

## Erfolge

### Olympische Spiele
- Calgary 1988: 6. Abfahrt, 7. Kombination, 19. Riesenslalom
- Albertville 1992: 4. Abfahrt, 5. Kombination, 9. Super-G
- Lillehammer 1994: 1. Super-G, 1. Riesenslalom, 36. Abfahrt

### Weltmeisterschaften
- Bormio 1985: 1. Riesenslalom, 7. Kombination
- Crans-Montana 1987: 3. Super-G, 5. Kombination, 9. Abfahrt, 13. Riesenslalom
- Vail 1989: 5. Super-G, 5. Kombination, 13. Riesenslalom
- Saalbach-Hinterglemm 1991: 13. Super-G
- Morioka 1993: 9. Riesenslalom, 35. Abfahrt

### Weltcupwertungen
Markus Wasmeier gewann einmal die Disziplinenwertung im Super-G und erzielte mehrere Ergebnisse "auf dem Stockerl".
| Saison  | Gesamt | Gesamt | Abfahrt | Abfahrt | Super-G | Super-G | Riesenslalom | Riesenslalom | Slalom | Slalom | Kombination | Kombination |
| Saison  | Platz  | Punkte | Platz   | Punkte  | Platz   | Punkte  | Platz        | Punkte       | Platz  | Punkte | Platz       | Punkte      |
| ------- | ------ | ------ | ------- | ------- | ------- | ------- | ------------ | ------------ | ------ | ------ | ----------- | ----------- |
| 1983/84 | 61.    | 17     | –       | –       | –       | –       | 27.          | 11           | –      | –      | 31.         | 6           |
| 1984/85 | 10.    | 101    | 19.     | 17      | –       | –       | 9.           | 52           | –      | –      | 5.          | 32          |
| 1985/86 | 3.     | 214    | 14.     | 41      | 1.      | 105     | 8.           | 34           | 41.    | 9      | 2.          | 60          |
| 1986/87 | 3.     | 174    | 3.      | 83      | 3.      | 50      | 6.           | 59           | 44.    | 1      | –           | –           |
| 1987/88 | 6.     | 138    | 14.     | 37      | 2.      | 57      | 15.          | 24           | –      | –      | 4.          | 20          |
| 1988/89 | 5.     | 166    | 9.      | 67      | 6.      | 43      | 21.          | 9            | –      | –      | 2.          | 47          |
| 1989/90 | 20.    | 91     | 17.     | 20      | 9.      | 35      | 29.          | 9            | –      | –      | 3.          | 27          |
| 1990/91 | 40.    | 30     | –       | –       | 3.      | 25      | –            | –            | –      | –      | 11.         | 5           |
| 1991/92 | 7.     | 752    | 6.      | 371     | 9.      | 156     | 23.          | 84           | –      | –      | 3.          | 141         |
| 1992/93 | 14.    | 400    | 17.     | 171     | 13.     | 135     | 35.          | 21           | 44.    | 18     | 13.         | 55          |
| 1993/94 | 25.    | 342    | 38.     | 44      | 10.     | 141     | 17.          | 133          | –      | –      | 15.         | 24          |

### Weltcupsiege
Wasmeier errang insgesamt 31 Podestplätze, davon 9 Siege:
| Datum            | Ort                    | Land        | Disziplin   |
| ---------------- | ---------------------- | ----------- | ----------- |
| 9. Februar 1986  | Morzine                | Frankreich  | Kombination |
| 9. Februar 1986  | Morzine                | Frankreich  | Super-G     |
| 16. März 1986    | Whistler               | Kanada      | Super-G     |
| 6. Dezember 1986 | Val-d’Isère            | Frankreich  | Super-G     |
| 11. Januar 1987  | Garmisch-Partenkirchen | Deutschland | Super-G     |
| 17. Januar 1987  | Wengen                 | Schweiz     | Abfahrt     |
| 10. Januar 1988  | Val-d’Isère            | Frankreich  | Super-G     |
| 17. März 1991    | Lake Louise            | Kanada      | Super-G     |
| 11. Januar 1992  | Garmisch-Partenkirchen | Deutschland | Abfahrt     |

### Weitere Erfolge
- 8 deutsche Meistertitel
  - 2 × Abfahrt: 1986, 1987
  - 4 × Super-G: 1986, 1987, 1988, 1989
  - 2 × Riesenslalom: 1986, 1987

## Werke
- 2000: Olympische Winterspiele Nagano 1998. Herausgeber Markus Wasmeier, Chronik Verlag, ISBN 978-3-577-14552-7.
- 2006: Pisten-fit mit Markus Wasmeier: Skigymnastik für jedes Gelände. DVD, BLV, ISBN 978-3-8354-0153-2.
- 2017: mit Stefan Krücken: Dahoam: zwischen Schliersee und Tokio. Hollenstedt, Ankerherz Verlag, 2017, ISBN 978-3-940138-62-0.

## Ehrungen
- 1985: Silbernes Lorbeerblatt

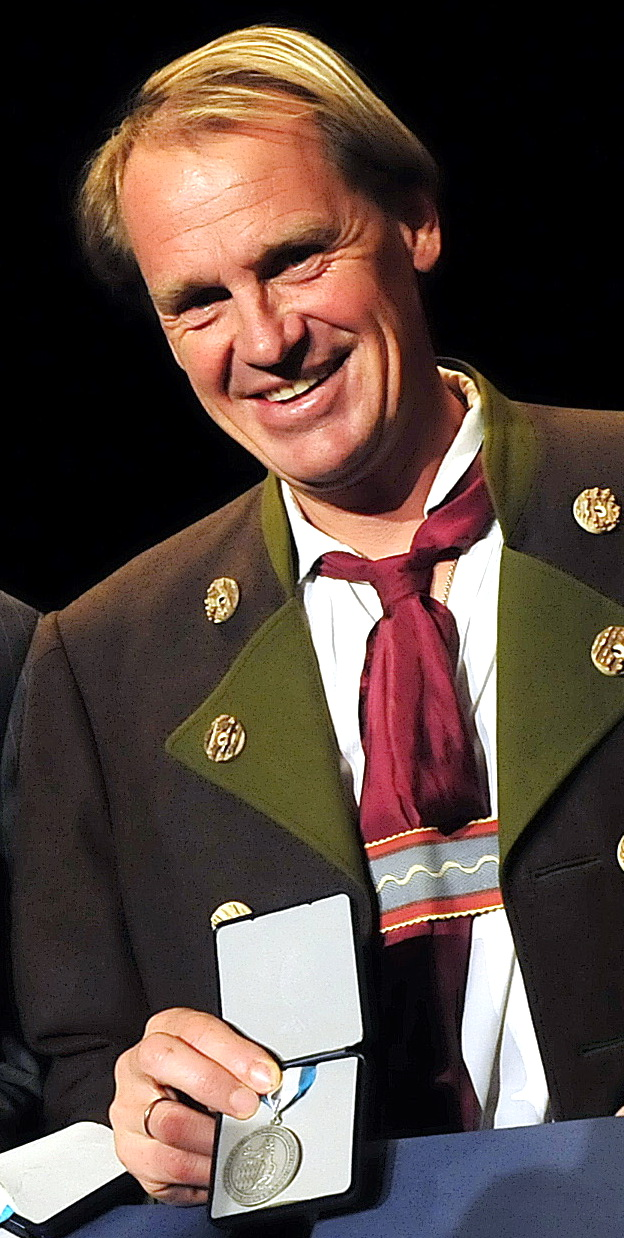
Markus Wasmeier, Bayerischer Poetentaler

- 1987: Ehrenpreis des Bayerischen Ministerpräsident Franz Josef Strauß
- 1994: Ehrenpreis des Bayerischen Ministerpräsident Edmund Stoiber
- 1994: Sportler des Jahres (Deutschland)
- 1997: Ehrenkreuz der Bundeswehr in Gold
- 2007: Bayerischer Sportpreis (Hochleistungssportler Plus)
- 2007: Bayerischer Verdienstorden[13][14]
- 2007: Medaille des Bayerischen Denkmalschutz
- 2011: Bayerischer Poetentaler der Münchner Turmschreiber
- 2013: Träger der „König-Ludwig I.-Medaille“ der bayerischen Verwaltung der staatlichen Schlösser, Gärten und Seen
- 2015: Ehrenfilser[15]
- 2018: 35. Träger der schwäbischen Riegele-Bierkette
- 2018: Bayerischer Jahrhundert Sportlerpreis als Botschafter des Bayerischen Wintersports
- 2019: Bayerischer Bierorden der Privaten Brauereien Bayern[16]
- 2023: Bayerischer Verfassungsorden[17]
- 2024: Bairische Sprachwurzel[18]